# Nürnberg–Schwandorf-vasútvonal

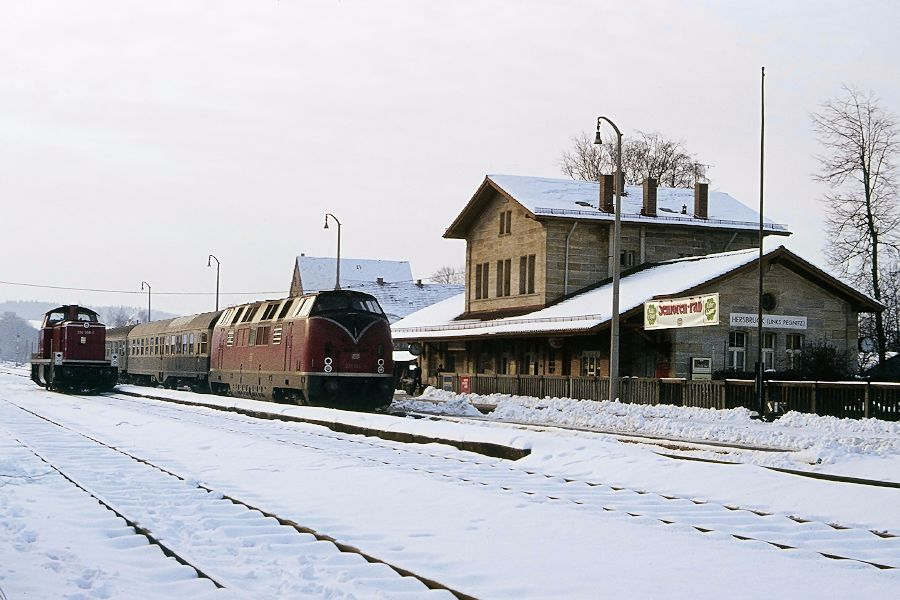
Hersbruck állomás 1977 januárjában

A Nürnberg–Schwandorf-vasútvonal egy normál nyomtávolságú, részben 15 kV, 16,7 Hz-cel villamosított vasútvonal Németországban Nürnberg és Schwandorf között. A vasútvonal hossza 93,7 km, engedélyezett sebesség 160 km/h. A vasútvonalat az Actiengesellschaft der bayerischen Ostbahnen építette, Nürnberg és Hersbruck között 1859 május 9-én, Hersbruck és Schwandorf között 1859 december 12-én lett kész. A vonalon a Nünbergi S-Bahn szerelvények és regionális vonatok közlekednek.